# Erisícton
|  | Per a altres significats, vegeu «Erisícton (fill de Cècrops)». |

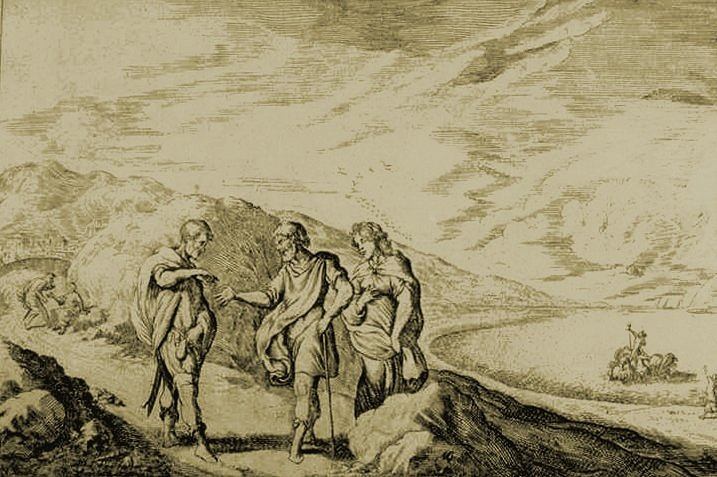
Bauer - Erisícton venent la seva filla Mestra

D'acord amb la mitologia grega, Erisícton (en grec antic Ἐρυσίχθων), va ser un rei de Tessàlia, fill de Tríopas.
Impiu i de caràcter violent, no temia la còlera dels déus, i una vegada va abatre un arbre sagrat del bosc de Demèter. Els advertiments dels déus no van aconseguir aturar-lo i la deessa, indignada, el condemnà a patir una fam perpètua que no podia saciar per més que menjava. Va gastar en pocs dies tot el seu patrimoni. Però la seua filla Mestra, que tenia el do de transformar-se (un do que havia rebut de Posidó, que havia estat amant seu), va tenir la idea de vendre's com a esclava. Una vegada venuda, canviava de forma i es tornava a vendre, i així aconseguia diners per comprar menjar. Però com que Erisícton mai no podia quedar satisfet acabà devorant-se ell mateix.